# El show de los sueños
El show de los sueños es una reality show de musicales mexicano creado y producido por los primos Rubén y Santiago Galindo para la empresa Televisa. Tiene una estructura que fusiona los formatos Bailando por un sueño y Cantando por un sueño. Fue emitido por primera vez en México el 31 de agosto de 2008, en el horario de las 18:45 a través del Canal de las estrellas.

## Concepto
Se trata de una competencia entre equipos, cada uno integrado por dos concursantes o "soñadores" junto a un famoso o "héroe", los cuales participarán en un certamen de baile y canto con el propósito de alcanzar un sueño o causa conjunto de índole personal o humanitaria. 
En la primera temporada, intitulada "Sangre de mi sangre", los soñadores tienen que ser obligatoriamente parientes, pudiendo participar padre e hijo, tío y sobrino, primos, hermanos, esposos, etc..
En la segunda temporada, intitulada "Amigos del alma", los soñadores deben ser amigos que al menos se conozcan 5 años antes. 
En la tercera y última temporada, llamada "Reyes del show", se enfrentarán los mejores equipos de la primera y segunda temporada por un monto de dinero.

## Mecánica del programa
Semanalmente, los equipos se presentan en las galas para demostrar sus habilidades en los rubros de canto y de baile, siendo evaluados por 6 jurados de los cuales 3 evalúan el canto y los otros 3 el baile. El puntaje otorgado en baile y canto se suman para obtener el puntaje final de cada equipo en cada gala. 
Sin embargo, para todas las performances, ya sea de canto o de baile, se emitirá un "voto secreto", proviniendo el mismo de la mesa de jueces del rubro que no está en evaluación, quienes determinarán en conjunto el puntaje oculto que otorgarán. Es decir, una performance de baile recibirá el “voto secreto” del jurado de canto y viceversa. El puntaje del “voto secreto” permanecerá oculto hasta el final de cada gala.
Los dos equipos que sumen el menor puntaje en la gala quedan automáticamente sentenciados y se enfrentarán en duelo en la gala siguiente, sometiéndose a la votación del público a través de llamadas telefónicas y/o mensajes de texto (SMS). El equipo con la menor votación queda eliminado de la competencia.
En la gran final se enfrentarán los dos últimos equipos que sigan en competencia y el público elegirá mediante sus llamadas telefónicas a los ganadores.

## Motivos de expulsión de los concursantes
- Cualquier acuerdo que pretenda modificar el resultado de la contienda. Es decir, ser denunciado o sorprendido intentando sobornar al jurado o a un miembro de la Producción.

- Consumir sustancias que estimulen un aumento artificial de la capacidad física.

- Asumir un comportamiento agresivo dentro de la contienda y fuera de ella, además del uso de un lenguaje verbal o corporal impropio que atente contra la moral y buenas costumbres.

- No presentarse en alguno de los programas o acumular constantes retrasos en cualquiera de las actividades programadas por la Producción.

- Cualquier agresión física o verbal contra cualquier miembro de la Producción, compañero de equipo, adversario, famoso, jurado, público asistente, televidente y/o personas en general.

- Expresar públicamente comentarios o críticas negativas que atenten contra la imagen de la Producción y/o la empresa de televisión que organiza el certamen.

- Cualquier desplazamiento o traslado no contemplado dentro del itinerario diseñado por la Producción. El participante asume completamente, además, cualquier extravío, consecuencia o accidente provocado por esas acciones.

## Lesiones en los participantes
En caso de accidente durante el desarrollo de la serie (ensayos, preparación, grabación de cápsulas, programa en vivo), el equipo médico determinará si la lesión impide al participante cantar o bailar y si se requiere de más de una semana para sanar. De ser así, y siendo el lesionado algún soñador, todos los miembros de su equipo serán eliminados. De ser el lesionado un famoso, la Producción asignará a un suplente.
Si la lesión que impide al participante cantar o bailar no requiere más de una semana de recuperación, los soñadores tendrán derecho a no interpretar o bailar en la eliminatoria inmediata y podrán ser reemplazados por otra persona, pero por no hacerlo serán sentenciados automáticamente.

## Modalidades del programa
A lo largo del programa se harán modalidades tanto en canto como en baile:
- El Trencito: Consiste en que los famosos en competencia canten junto a un artista o grupo invitado un tema musical de este. El que sea considerado mejor intérprete por los jueces y el invitado le dará dos puntos extras a su equipo.

- El Bailetón: Consiste en que los famosos en competencia bailen junto a sus soñadores un tema musical interpretado por un artista o grupo invitado. Los miembros del jurado y el artista invitado elegirán a la mejor pareja de baile, otorgándole dos puntos extras a su equipo.

- Bailando bajo la lluvia (RainDance): Consiste en que la pareja bailará en una piscina que será armada en el set y desde el techo caerá agua en forma de lluvia. [Adaptado de la versión argentina]

- Bailando contra el viento: Consiste en que el famoso y/o soñador (con lentes para piscina) bailarán en un escenario con ventiladores que lancen papeles (pica pica).

- Bailando sobre ruedas: Consiste en que la pareja bailará su coreografía equipados con patines.

## El Show de los Sueños en el mundo
| País      | Nombre / Web oficial                 | Canal de Televisión | Conducción                        | Edición/ Año / Ganadores |
| --------- | ------------------------------------ | ------------------- | --------------------------------- | --- |
| México    | El Show de los Sueños (México)       | Televisa            | Adal Ramones Patricia Manterola   | 1ª Temporada, 2008: Pee Wee y Las Fuentes 2ª Temporada, 2008: Priscila y Los Chucitos 3ª Temporada, 2008: Pee Wee y Las Fuentes                                           |
| Perú      | El Show de los Sueños (Perú)         | América Televisión  | Gisela Valcárcel Christian Rivero | 1ª Temporada, 2009: Sandra Muente y Los Herrera Soto 2ª Temporada, 2009: Anna Carina y Carlos & Gabriela 3ª Temporada, 2009: Jean Paul Strauss y Katherine & Luis Enrique |
| Ecuador   | El Show de los Sueños (Ecuador)      | Gama TV             | Roberto Rodríguez Yuly Maiocchi   | Única Temporada, 2009: Karla Kanora y Los Padilla |
| Argentina | El Musical de tus sueños (Argentina) | Canal 13            | Marcelo Tinelli                   | Única Temporada, 2009: Silvina Escudero |

- Datos: Q5826662